# Casa de André Jarlan y Pierre Dubois
La Casa de André Jarlan y Pierre Dubois es un inmueble donde vivieron los sacerdotes franceses André Jarlan y Pierre Dubois en la población La Victoria, comuna de Pedro Aguirre Cerda en Santiago de Chile. En este inmueble murió el sacerdote André Jarlan el 4 de septiembre de 1984, producto de un disparo lanzado por un carabinero. La casa fue declarada Monumento Histórico en el año 2016

## Historia de la casa de los curas franceses
El 30 de octubre de 1957 alrededor de 1200 familias provenientes del Comité de Allegados del Zanjón de La Aguada, se tomaron los terrenos de la Chacra La Feria, lugar donde está emplazada la actual Población La Victoria. Esa noche llegaron con la esperanza de forjar sus hogares en una comunidad administrada por ellos mismos. Por lo que tanto el loteo de los terrenos como el trazado, la definición de los espacios públicos como la construcción de las viviendas, las hicieron los pobladores con apoyo de profesionales y partidos políticos. La calle principal de la Población La Victoria se denominó 30 de octubre, en recuerdo al día de la llegada de los pobladores. Se fundó en la población lugar para una iglesia católica, que luego sería la parroquia Nuestra Señora de la Victoria. Para atender este nuevo templo llegaron sacerdotes que vivirían insertos en la población junto a las familias que forjaron la población La Victoria.
Junto con la existencia de la población, en el año 1957, llegó el primer párroco francés, Pierre Roland, a quien el Hogar de Cristo regaló una media agua que se levantó en la calle Ranquil para uso residencial y ceremonial. En 1960 fue sustituida por una gran pieza de adobe. Entre los años 1965-1966, en el mismo lugar en calle Ranquil el párroco holandés Santiago Thiesen construyó con apoyo de los pobladores junto la comunidad religiosa la actual casa, que es de concreto en el primer piso, pero con piezas de madera en el segundo piso. En 1983, durante la dictadura, llegaron a la Población La Victoria llegaron los sacerdotes André Jarlan y Pierre Dubois. Ambos como parte de una comunidad organizada, se sumaron a los trabajos de los pobladores, para apoyarlos en sus problemas cotidianos. Por ejemplo organizaron el sistema de abastecimiento popular "Comprando Juntos", la "Olla Común" de la cuadra, entre otras iniciativas. Luego de 10 años de dictadura, en 1983 se iniciaron mes a mes Protestas Nacionales exigiendo el fin de la dictadura de Pinochet. Los pobladores salían a las calles a manifestar su descontento con la dictadura. Durante el desarrollo de las Jornadas de Protestas en contra de la dictadura militar, el primer piso de la casa fue utilizado como enfermería para prestar apoyo a los perseguidos, amedrentados o heridos durante las manifestaciones.

## 4 de septiembre de 1984
Las organizaciones sociales habían convocado a la Décima Jornada de Protesta Nacional, el 4 de septiembre de 1984, los pobladores de la Victoria se sumaron a la convocatoria de protesta con barricadas. Las fuerzas de seguridad de la dictadura, los carabineros entraron a la población para reprimir. Los pobladores de La Victoria arrancaban hasta la casa parroquial de Jarlan y Dubois, para resguardarse de los perdigones, balines y balas que contingentes de Carabineros disparaban para acallar el descontento. Eran las 6:45 p. m., los pobladores arrancaban de los carabineros, había unos periodistas que arrancaron junto con los pobladores. En la esquina de 30 de Octubre con Ranquil, un carabinero disparó a la multitud. Los dos fogonazos surgieron de dos balas que salieron de la subametralladora UZI de un carabinero que disparó hacia donde corrían los pobladores. Las dos balas locas impactaron el segundo piso de la casa parroquial.
El cura André Jarlan se había sentado en su escritorio, y leía el Salmo 129: 

“Desde el abismo clamo a ti Señor   
Escucha mi clamor 
El Señor dejará libre a Israel 
De todas sus maldades”.

El dormitorio era una liviana construcción de madera y los proyectiles penetraron sin dificultad. Una de las balas lo impactó. Murió instantáneamente sobre su escritorio. A eso de las 7 de la tarde, el padre Pierre preguntaba por André. Subió al segundo piso, y lo vio sentado. Pensó que se había quedado dormido con la cabeza sobre la Biblia. Lo llamó, pero este no contestó. Se acercó y vio que estaba fallecido. Esa noche no hubo protestas, la rabia, la pena se concretó en que las calles de la población se llenaron de velas para despedir al cura poblador. La misa y ceremonia fúnebre fue presidida por su amigo Pierre Dubois; el funeral fue multitudinario.
El Informe Rettig, en el caso de André Jarlan, señaló que:

“André Joachim JARLAN POURCEL, de 43 años de edad, era sacerdote de nacionalidad francesa, y servía en la Parroquia de la Población La Victoria.  Fue muerto por un disparo a bala efectuado por personal de Carabineros. 
En la tarde del 4 de septiembre, un grupo de periodistas se encontraba en la intersección de las calles 30 de octubre y Ranquil, en la población La Victoria (Santiago), cubriendo los acontecimientos del día de protesta.  En ese sector había barricadas y fogatas.  Un grupo de carabineros se acercó por calle 30 de Octubre.  Ante la advertencia de pobladores, los periodistas huyeron.  Un funcionario policial realizó disparos al aire por encima de la cabeza de uno de los reporteros, el cual, rezagado, se había ocultado tras un poste del alumbrado eléctrico.  El periodista gritó que era de la prensa.  Carabineros avanzaron por calle Ranquil y el periodista conversó con un oficial.  Los uniformados se retiraron, continuando su patrullaje por calle 30 de Octubre.  Las dos balas disparadas habían atravesado la pared de madera del segundo piso de la casa parroquial ubicada en calle Ranquil.  Una de esas balas impactó en el cuello al sacerdote André JARLAN y le causó la muerte.
Testimonios múltiples y concordantes recibidos, dan cuenta de la desproporción de la acción policial, pues no resultaba en absoluto justificado el uso de armas de fuego frente a los hechos del momento y en un lugar densamente poblado.  Los antecedentes expuestos llevan a esta Comisión a formarse la convicción que André JARLAN fue víctima de una violación a sus derechos humanos cometida por agentes del Estado que se excedieron en el uso de la fuerza”.

## Sitio de Memoria
En 1986, Pierre Dubois fue expulsado del país, retornando el año 1990, con el regreso de la democracia a la población La Victoria, donde murió el año 2012. Para recordar a los sacerdotes franceses que vivieron en la población La Victoria, la comunidad de la población solicitó al Consejo de Monumentos Nacionales declarar esta casa como un sitio de memoria, siendo declarada con el decreto n° 132 como monumento histórico el 29 de abril de 2016.